# Glagol
Ghe (Г, г, italic: Г, г) este o literă a alfabetului chirilic, reprezentând /g/ sau /ɦ/ în diferite limbi.
Arată exact ca litera grecească gamma, ambele fiind derivate din litera feniciană gimel.
| Literele alfabetului chirilic           | Literele alfabetului chirilic | Literele alfabetului chirilic | Literele alfabetului chirilic | Literele alfabetului chirilic | Literele alfabetului chirilic | Literele alfabetului chirilic | Literele alfabetului chirilic | Literele alfabetului chirilic | Literele alfabetului chirilic | Literele alfabetului chirilic |                |
| --------------------------------------- | ----------------------------- | ----------------------------- | ----------------------------- | ----------------------------- | ----------------------------- | ----------------------------- | ----------------------------- | ----------------------------- | ----------------------------- | ----------------------------- | -------------- |
| А A                                     | Б Be                          | В Ve                          | Г Ghe                         | Ґ Ghe răsucit                 | Д De                          | Ђ Dje                         | Ѓ Gje                         | Е Ie                          | Ѐ le                          | Ё Io                          | Є Ie ucrainean |
| Ж Je                                    | З Ze                          | Ѕ Dze                         | И I                           | І I decimal                   | Ї Ii                          | Й I scurt                     | Ј Je                          | К Ka                          | Л El                          | Љ Lje                         |                |
| М Em                                    | Н En                          | Њ Nje                         | О O                           | П Pe                          | Р Er                          | С Es                          | Т Te                          | Ћ Ce                          | Ќ Kje                         | У U                           |                |
| Ў U scurt                               | Ф Ef                          | Х Ha                          | Ц Țe                          | Ч Ce                          | Џ Ge                          | Ш Șa                          | Щ Șt/Șci                      | Ъ Ă                           | Ы Î/Â                         | Ь semn moale                  |                |
|                                         |                               |                               |                               | Э Ă rusesc                    | Ю Iu                          | Я Ia                          |                               |                               |                               |                               |                |
| Litere chirilice non-slave              |                               |                               |                               |                               |                               |                               |                               |                               |                               |                               |                |
| Ӏ Palocica                              | Ә Șva                         | Ғ Ghein                       | Ӂ Ge moldovenesc              | Ҙ Dhe                         | Ҡ Qa bașkiric                 | Қ Qaf                         | Ң Ng                          | Ө Oe                          | Ү Ue                          | Ұ U scurt kazah               |                |
|                                         |                               |                               |                               | Ҩ Kha abhaz                   | Ҧ Pe abhaz                    | Һ Șha                         |                               |                               |                               |                               |                |
| Litere arhaice ale alfabetului chirilic |                               |                               |                               |                               |                               |                               |                               |                               |                               |                               |                |
| ІА A iotifiat                           | Ѥ E iotifiat                  | Ѧ Ius mic                     | Ѫ Ius mare                    | Ѩ Ius iotifiat                | Ѭ Ius iotifiat mare           | Ѯ Xi                          | Ѱ Psi                         | Ѳ Fita                        | Ѵ Ijița                       | Ѷ Ijița okovî                 |                |
|                                         |                               |                               | Ҁ Koppa                       | Ѹ Uk                          | Ѡ Omega                       | Ѿ Ot                          | Ѣ Iat                         |                               |                               |                               |                |
|                                         |                               |                               |                               |                               | Ꙟ În                          |                               |                               |                               |                               |                               |                |